# هدیه (فیلم ۲۰۰۰)
هدیه (به انگلیسی: The Gift) نام فیلمی است به گونه مهیج و فراطبیعی به کارگردانی سام ریمی که در سال ۲۰۰۰ منتشر شد.

## خلاصه داستان
شهر کوچک جرجیا. «آنی ویلسن» (بلانشت)، زن بیوه و مادر سه بچه، با تحلیل روانی همسایگانش برای خودش درآمد کوچکی دارد. او خیلی زود درگیر ماجرای یک قتل می‌شود و می‌کوشد تا با شم روانی اش قاتل را پیدا کند…